# Pes sec
El pes sec o pes en buit és el pes d'un vehicle sense tenir en compte els consumibles, combustible, passatgers ni càrrega. És una de les dues mesures de pes més comunes que s'indiquen en les especificacions de vehicles de carretera; l'altra és el pes sec en marxa.
El pes sec no inclou cap dels següents elements.
- Gasolina, dièsel o qualsevol altre combustible
- Oli de motor
- Refrigerant
- Líquid de frens
- Líquid de direcció
- Líquid de transmissió
- Líquid de neteja